# Exxon Mobil
Exxon Mobil Corporation eller ExxonMobil (NYSE: XOM), er et olieselskab med hovedkvarter i Irving, USA. Selskabet er nu et af de fire største på verdensbasis efter dannelsen i november 1999 ved en fusion af de tidligere amerikanske olieselskaber Exxon og Mobil. ExxonMobil er moderselskab til en række Exxon, Mobil, og Esso datterselskaber rundt om i verden. Nuværende koncernleder i ExxonMobil er Darren Woods, som tog over efter Rex Tillerson.[kilde mangler]
- Wikimedia Commons har flere filer relateret til Exxon Mobil

| Firma | Spire Denne artikel om et firma eller en virksomhed i USA er en spire som bør udbygges. Du er velkommen til at hjælpe Wikipedia ved at udvide den. |